# تايلور كول
تايلور كول (بالإنجليزية: Taylor Cole)‏ هي عارضة وممثلة أمريكية، ولدت في 29 أبريل 1984 في الولايات المتحدة.

## أعمال

### أفلام
- (2009) 12 جولة[5]
- (2009) بدائل[6][7]
- (2011) الدبور الأخضر[8]

### مسلسلات
- التحقيق في موقع الجريمة
- ميامي
- كاسل
- هاواي فايف أو

## وصلات خارجية
- تايلور كول على موقع IMDb (الإنجليزية)
- تايلور كول على موقع ألو سيني (الفرنسية)
- تايلور كول على موقع أول موفي (الإنجليزية)
- تايلور كول على موقع إن إن دي بي (الإنجليزية)
- تايلور كول على موقع قاعدة بيانات الفيلم (الإنجليزية)
- تايلور كول على موقع كينوبويسك (الروسية)
- تايلور كول على موقع دليل عارضات الأزياء (الإنجليزية)